# Baby Said
Baby Said (zapis stylizowany: BABY SAID) – trzeci singel włoskiego zespołu muzycznego Måneskin z jego trzeciego albumu studyjnego, zatytułowanego Rush!. Singel został wydany 20 stycznia 2023.
Kompozycja znalazła się na 1. miejscu listy OLiA, najczęściej odtwarzanych utworów w polskich rozgłośniach radiowych. Nagranie otrzymało w Polsce status złotego singla, przekraczając liczbę 25 tysięcy sprzedanych kopii.

## Geneza utworu i historia wydania
Utwór napisali i skomponowali Justin Tranter, Max Martin, Damiano David, Ethan Torchio, Rami Yacoub, Sylvester Willy Sirtsen, Thomas Raggi oraz Victoria De Angelis, natomiast za produkcję piosenki odpowiadali Rami Yacoub i Sly.
Singel ukazał się w formacie digital download 20 stycznia 2023 w Polsce za pośrednictwem wytwórni płytowej Epic Release w dystrybucji Sony Music Entertainment Italy. Piosenka została umieszczona na trzecim albumie studyjnym zespołu Måneskin – Rush!.

## „Baby Said” w stacjach radiowych
Nagranie było notowane na 1. miejscu w zestawieniu OLiA, najczęściej odtwarzanych utworów w polskich rozgłośniach radiowych.

## Teledysk
Do utworu powstał teledysk w reżyserii Shakea Plastika Dreamera, który udostępniono w dniu premiery singla za pośrednictwem serwisu YouTube.

## Lista utworów
- Digital download[2]

1. „Baby Said” – 2:44

## Notowania

### Pozycje na listach airplay
| Kraj   | Lista (2023)                   | Najwyższa pozycja |
| ------ | ------------------------------ | ----------------- |
| Polska | OLiS – oficjalna lista airplay | 1                 |

## Certyfikaty i sprzedaż
| Kraj           | Certyfikat      | Sprzedaż |
| -------------- | --------------- | -------- |
| Francja (SNEP) | złota płyta     | 100 000+ |
| Polska (ZPAV)  | platynowa płyta | 50 000+  |